# Flensburgska huset
Flensburgska huset från 1595 ligger vid Södergatan i Malmö. Huset uppfördes av rådmannen Helmicke Ottesen. Det är byggt i en för sin tid karakteristisk stil med omväxlande röda tegelytor och vita kritstensband. Volutgavlarna kan vara huggna av Daniel Thommisen.[källa behövs] Denna typ av gavelutformning blev populär i Danmark under det sena 1500-talet efter impulser från Holland.
I början av 1600-talet kom huset i Söfren Christensens ägo. När han dog 1651 var han borgmästare i Malmö och därtill stadens rikaste invånare. Söfren Christensen ägde en stor tavelsamling vilket framgår av en bouppteckning. I sonen Harches rum fanns porträtt av en mängd avlidna släktingar och också ett porträtt av kung Kristian III:s hovpredikant Henrik av Brochhoffen. I den stora salen och den lilla salen på övervåningen fanns inte mindre än 23 målningar, bland annat ett kungaporträtt.
År 1827 inköpte handelsmannen Mathias Flensburg byggnaden att ha som magasin. År 1965 donerade Eva Flensburg  hela gården till Malmö museum.
Det finns äldre berättelser att huset en gång varit kloster, varför det under 1800-talet kallades för "Klostermagasinet". Något kloster har dock aldrig funnits på platsen och huset är dessutom byggt långt efter reformationens införande i Malmö, cirka 1529.